# バーダー・マインホフ 理想の果てに
『バーダー・マインホフ 理想の果てに』（バーダーマインホフ りそうのはてに、Der Baader Meinhof Komplex）は、2008年のドイツのドラマ映画。ドイツ赤軍（通称：バーダー・マインホフ）の結成からウルリケ・マインホフとアンドレアス・バーダーの死までを描いた作品。

## ストーリー
左翼雑誌の編集者ウルリケ・マインホフは同業者の夫と娘と共に何不自由ない生活を送っていた。しかし夫の不倫、そして西ベルリンでの警官によるデモ隊の学生殺害を目撃し動揺する。そして過激派の若者アンドレアス・バーダー、グドルン・エンスリンと出会い、彼らへの共感から、今までの生活を捨て、暴力闘争に身を投じることとなる。

## キャスト
- マルティナ・ゲデック：ウルリケ・マインホフ
- モーリッツ・ブライブトロイ：アンドレアス・バーダー
- ヨハンナ・ヴォカレク：グドルン・エンスリン
- ナディヤ・ウール：ブリギッテ・モーンハウプト（ドイツ語版）
- ヤン・ヨーゼフ・リーファース：ペーター・ホーマン（ドイツ語版）
- スタイプ・エルツェッグ：ホルガー・マインス（ドイツ語版）
- ニルス・ブルーノ・シュミット（ドイツ語版）：ヤン＝カール・ラスペ（ドイツ語版）
- ヴィツェンツ・キーファー（ドイツ語版）：ペーター＝ユルゲン・ボオック（ドイツ語版）
- ジモン・リヒト（ドイツ語版）：ホルスト・マーラー（ドイツ語版）
- アレクサンドラ・マリア・ララ：ペトラ・シェルム（ドイツ語版）
- ハンナー・ヘルツシュプルング：ズザンネ・アルブレヒト（ドイツ語版）
- ゼバスティアン・ブロンベルク（ドイツ語版）：ルディ・ドゥチュケ
- ハイノ・フェルヒ：ヘロルドの助手
- ブルーノ・ガンツ：ホルスト・ヘロルド（ドイツ語版）

## スタッフ
- 監督・共同脚本：ウーリ・エーデル
- キャスティング：アン・ドアテ・ブレイカー
- 原作：シュテファン・アウスト（ドイツ語版）
- プロダクションデザイン：ベルント・レペル
- 衣装デザイン：ビルギット・ミザル